# Jennifer Rankin
Jennifer Rankin, née Jennifer Mary Haynes le 18 novembre 1941 – morte le 8 décembre 1979, est une dramaturge et poétesse australienne du XXe siècle. Née et élevée à Sydney, Rankin fréquente l'école méthodiste de Ravenswood puis étudie l'anglais et la psychologie à l'université de Sydney et obtient un diplôme de pédagogie à l'UNE en 1968. Elle travaille principalement dans le domaine de l'éducation en Australie et en Angleterre.
Elle épouse en premières noces John Roberts puis le peintre David Rankin (en) en 1969.
Son plus ancien poème conservé date de 1969 et sa première pièce, sans titre, de 1973. Quelques-unes de ses pièces, il y en a huit en tout, sont créées pour la scène et la radio de son vivant. Elle reçoit un Senior Literary Fellowship du Australia Council for the Arts (en) en 1978 et deux recueils de ses poèmes sont publiés. Ses Collected Poems sont édités à titre posthume par Judith Rodriguez (en) et publiés en 1990.

## Source de la traduction
- (en) Cet article est partiellement ou en totalité issu de l’article de Wikipédia en anglais intitulé « Jennifer Rankin » (voir la liste des auteurs).